# Quercus chenii
Quercus chenii är en bokväxtart som beskrevs av Takenoshin Nakai. Quercus chenii ingår i släktet ekar, och familjen bokväxter. Inga underarter finns listade.